# Lejre Vig
Lejre Vig är en vik i Danmark.   Den ligger i Region Själland, i den östra delen av landet, 40 km väster om Köpenhamn.
Lejre Vig är en fjordarm i den sydvästra delen av Roskildefjorden.